# Papilio castor
Papilio castor – gatunek motyla z rodziny paziowatych (Papilionidae). Występuje na terenie północno-wschodnich Indii, w Azji Południowo-Wschodniej (po Kambodżę i Wietnam) oraz na Tajwanie. Rozpiętość skrzydeł 10–11 cm.